# Pavillon de Grenneville
Le pavillon de Grenneville est une demeure, de la fin du XVe siècle ou du début du XVIe, remaniée aux XVIIe et XVIIIe siècles, qui se dresse sur le territoire de la commune française de Crasville, dans le département de la Manche, en région Normandie. L'édifice est partiellement inscrit au titre des monuments historiques.

## Localisation
Le pavillon est situé à 250 mètres au nord-est et en contrebas de l'église Notre-Dame de Grenneville sur la commune de Crasville, dans le département français de la Manche.

## Description
Le manoir date du XVIe siècle. Les ouvertures du logis, avec un pavillon en avancé, sont plus tardives. Une double porte ornée donne accès au manoir, et une autre arcade s'ouvre côté campagne. Situé à une altitude de 25 mètres, de sa cour d'honneur ont a vue sur la mer.

## Protection
Les façades et toitures du logis ainsi que son escalier à vis et la cheminée en granit du rez-de-chaussée ; les ruines du colombier et les portes charretières sont inscrits au titre des monuments historiques par arrêté du 26 octobre 1994.